# Drosophila frolovae
Drosophila frolovae este o specie de muște din genul Drosophila, familia Drosophilidae, descrisă de Wheeler în anul 1949. Conform Catalogue of Life specia Drosophila frolovae nu are subspecii cunoscute.